# Variété à bord

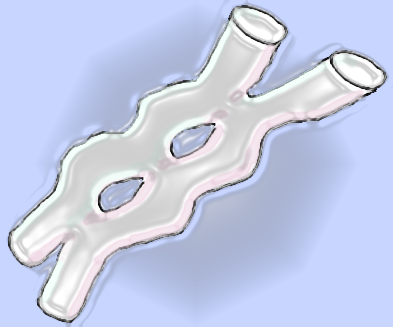
Une variété à bord : une surface de genre 2 avec un bord formé de 4 composantes connexes (des cercles).

En topologie, une variété à bord est une extension du concept de variété topologique ou, selon le contexte, de variété différentielle. Une variété au sens ordinaire, parfois dite « sans bord », est un espace topologique localement modelé (c'est-à-dire homéomorphe à) sur un espace euclidien {\displaystyle \mathbb {R} ^{n}}. Les variétés à bord ressemblent au voisinage de chaque point soit à l'espace euclidien, soit à un demi-espace. La notion de bord d'une variété (à bord) est alors bien définie, et ce bord est à son tour une variété (sans bord) qui peut porter lui-même des structures compatibles avec celles de la variété originelle. 
En topologie différentielle, la notion de bord d'une variété est utile pour énoncer une version générale du théorème de Stokes. Cette formule peut s'interpréter comme une dualité entre un opérateur bord et la dérivée extérieure, à condition d'étendre suffisamment le cadre d'étude, en introduisant la notion de courant.
On définit une relation de cobordisme entre deux variétés comme le fait de former ensemble le bord d'une variété de dimension plus grande. Cette relation  est un outil fondamental de classification des variétés.

## Définition

### Variété topologique à bord
Une variété à bord M de dimension n est définie comme un espace séparé dans lequel chaque point admet un voisinage homéomorphe soit à l'espace euclidien ℝn soit au demi-espace formé des éléments de ℝn dont la dernière coordonnée est positive. Une variante de cette définition consiste à demander que chaque point admet un voisinage homéomorphe à un ouvert de ce demi-espace.
On distingue alors l'intérieur Int(M) de M, formé des points qui admettent un voisinage homéomorphe soit à l'espace euclidien ℝn, qui est une variété au sens ordinaire, et le bord {\displaystyle \partial M} de la variété qui coïncide avec la notion de frontière au sens topologique de Int(M).
À titre d'exemple, la boule est une variété dont le bord est la sphère, et de même le tore peut-il être vu comme le bord du tore solide. 
Le bord, quand il est non vide, est lui-même naturellement muni d'une structure de variété topologique de dimension n-1, mais cette fois-ci il s'agit d'une variété sans bord : {\displaystyle \partial (\partial M)=\emptyset }. On peut opposer en cela les variétés à bord aux polyèdres ou aux CW-complexes pour lesquels on a une succession de cellules de dimension de plus en plus petite.

### Structures complémentaires
On peut munir les variétés à bord de structures complémentaires, avec parfois des exigences ou des conventions spécifiques. Ainsi
- la donnée d'une orientation sur une variété à bord induit une orientation du bord[3] ;
- pour une variété différentielle à bord, les applications différentiables définies dans des "cartes à bord" doivent admettre des prolongements lisses ; il y a donc un véritable espace tangent aussi aux points du bord[4].

## Applications

### Formule de Stokes
Le théorème de Stokes possède des énoncés qui peuvent varier légèrement. On intègre une forme différentielle ω sur une variété à bord M, et il existe une hypothèse de  compacité qui peut porter soit sur le support de l'une, soit sur l'autre. Le théorème fait apparaître la dérivée extérieure d de ω sur M et la forme induite par ω sur le bord. Formellement il s'agit de l'image réciproque {\displaystyle i^{*}\omega } de ω par l'injection canonique {\displaystyle i:\partial M\to M}, mais il est fréquent de l'assimiler à ω dans les notations.
Théorème de Stokes — Soit M une variété différentielle à bord  de classe Ck, compacte, orientée, de dimension n. Soit ω une (n–1)-forme différentielle sur M. Alors, en munissant le bord ∂M de l'orientation induite, on a :
On peut donner une écriture formelle associée à ce théorème, qui prend un sens plus profond dans le cadre de la théorie des courants : il s'agit d'une forme de dualité entre opérateurs "bord" et "dérivée extérieure"
{\displaystyle \langle \partial M,\omega \rangle =\langle M,\mathrm {d} \omega \rangle .}

### Relation de cobordisme

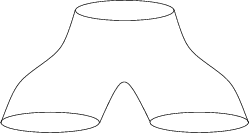
Cette variété à bord montre le cobordisme entre un cercle (partie supérieure) et une réunion de deux cercles disjoints (partie inférieure).

Deux variétés compactes M et N sont dites cobordantes ou en cobordisme si leur réunion disjointe peut être réalisée comme le bord d'une variété à bord compacte L. Le cobordisme fournit une relation d'équivalence sur les (classes de) variétés compactes beaucoup plus grossière que les difféomorphismes ou les homéomorphismes mais qui rend plus accessible la classification des variétés.